# Michał Fryderyk Czartoryski
Michał Fryderyk Czartoryski (Varsavia, 26 aprile 1696 – Varsavia, 13 agosto 1775) fu un principe polacco-lituano, magnate, e cavaliere dell'Ordine dell'Aquila Bianca dal 1726.

## Biografia

### Infanzia

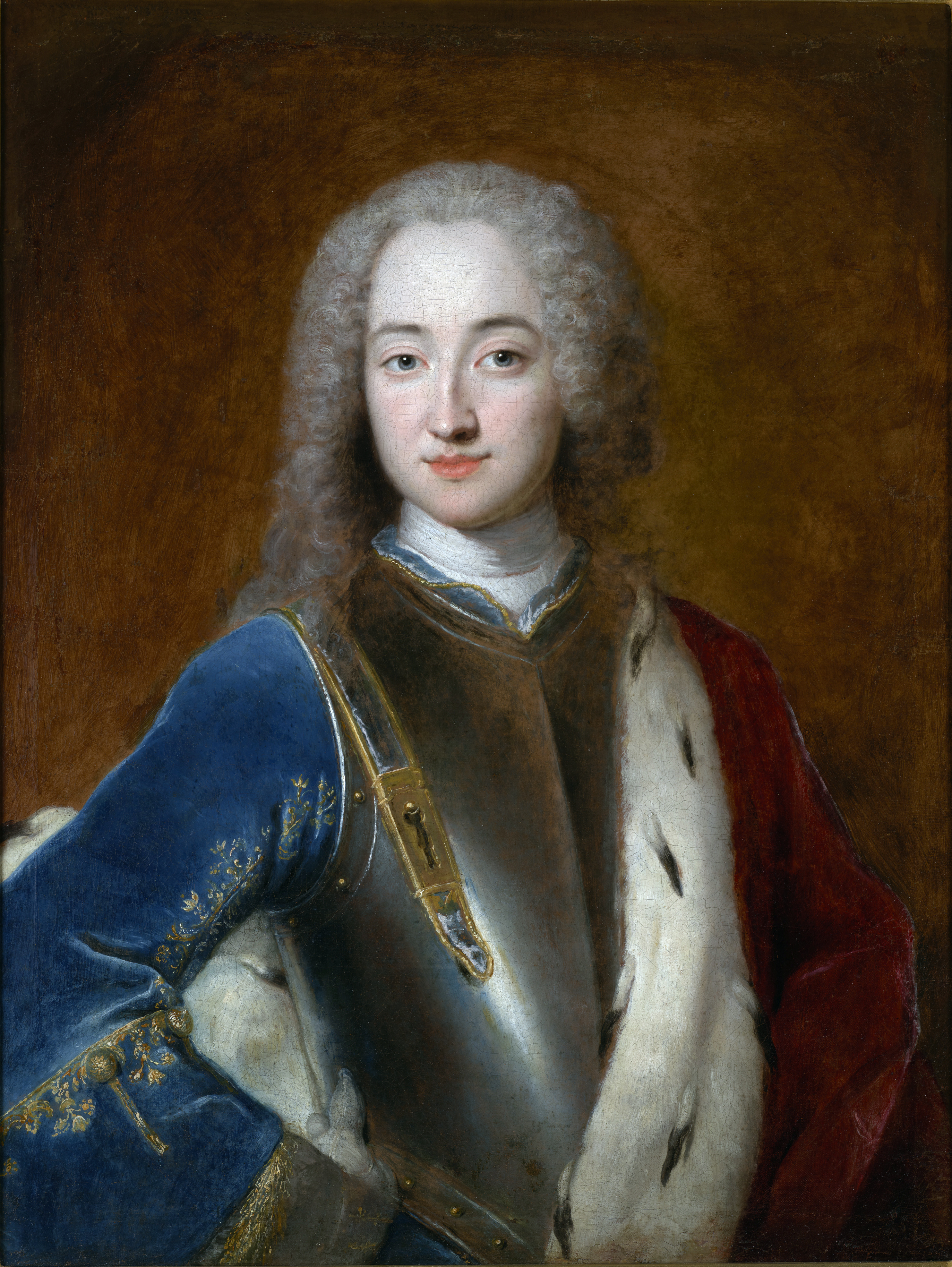
Un ritratto giovanile di Michał Fryderyk Czartoryski conservato nel Museo Czartoryski

Nacque il 26 aprile 1696, a Varsavia, da Kazimierz Czartoryski e Izabelą Elżbietą Morsztyn.

### Carriera

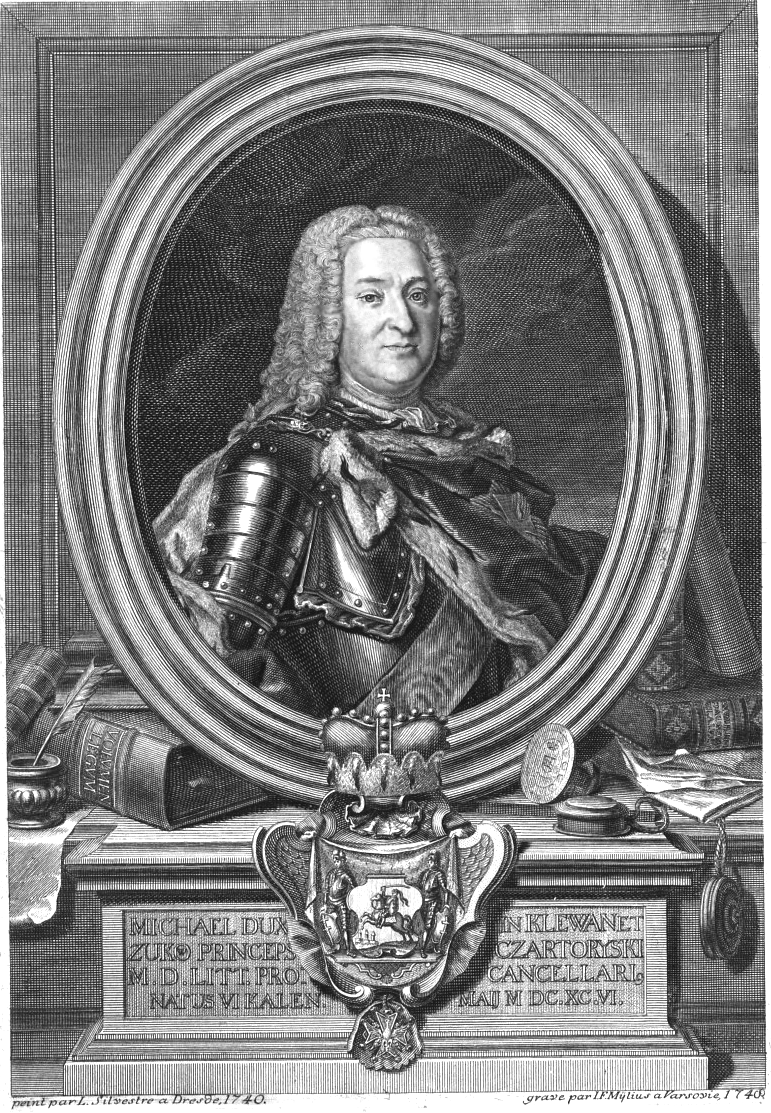
Czartoryski in una stampa d'epoca

Fu castellano di Vilnius dal 1722, Gran Cancelliere di Lituania dal 1752, Starost di Grodzki, łucki, Uświacki, Jurbolski, Homelski, Kupiski e Pieniański.

### Matrimonio
Sposò Elenora Monika Waldstein a Praga il 30 ottobre 1726.

### Morte

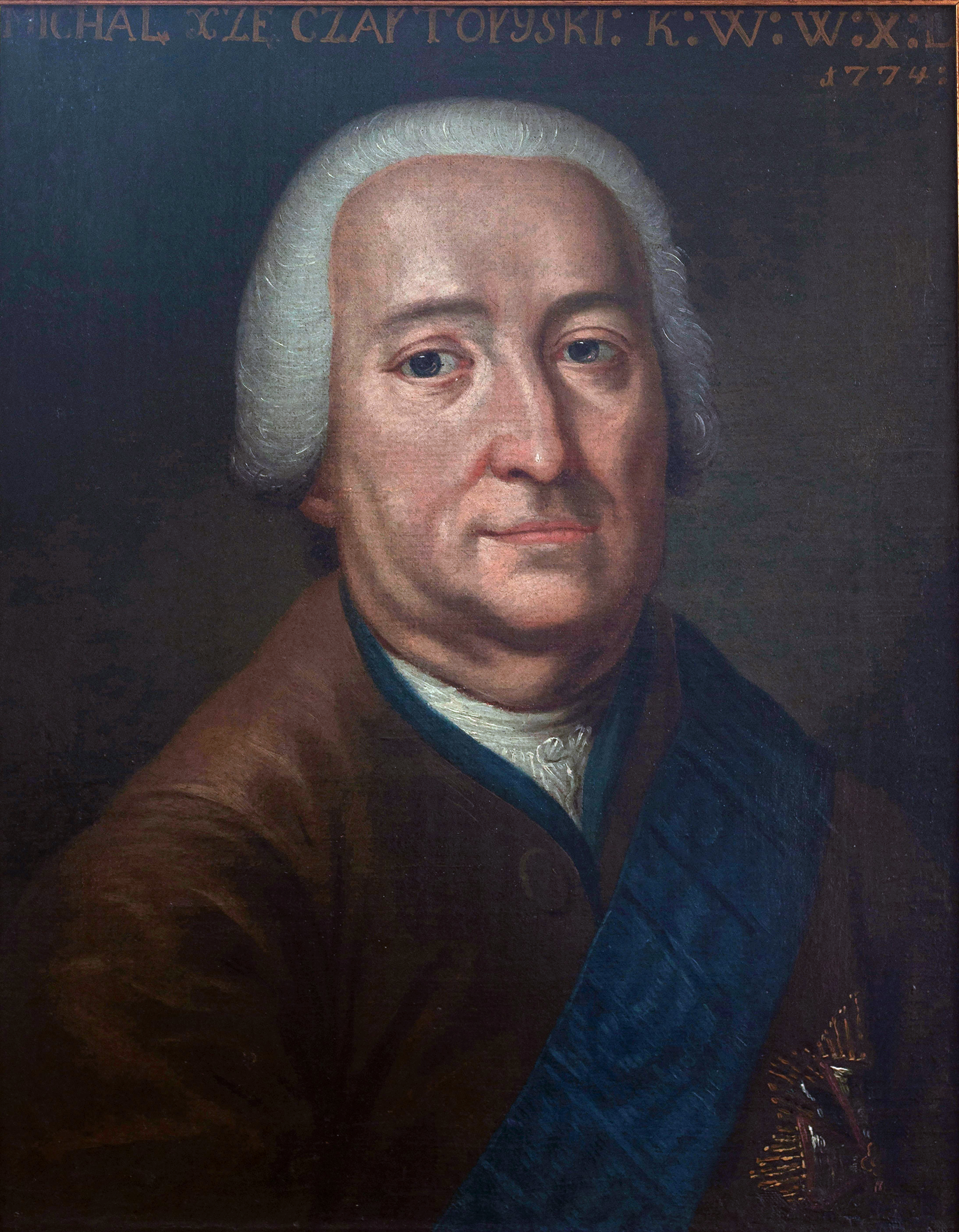
Il Principe Czartoryski ritratto in tarda età da Konstanty Aleksandrovič

Il Principe morì il 13 agosto 1775  a Varsavia ed è sepolto nella Chiesa di Santa Croce, Varsavia.
Non avendo avuto figli maschi, alla sua morte gli succedette nel Principato di Czartoryski il fratello minore August Aleksander.

## Discendenza
Dal matrimonio tra il Principe e Elenora Monika Waldstein nacquero:
- Antonina (1728 - 26 luglio 1746, Varsavia), sposò il 13 luglio 1744 a Varsavia Jerzy Flemming
- Konstancja (1729-1749)
- Aleksandra (1730-1798)
- Antoni (m. 1753)